# Rechtskatholizismus
Als Rechtskatholizismus wird, auch in Abgrenzung zum Linkskatholizismus, eine Strömung innerhalb des politischen Katholizismus bezeichnet.

## Definition
Als rechtskatholische Personen werden Katholiken bezeichnet, die mit rechtskonservativen, rechtsradikalen bis hin zu rechtsextremen Organisationen, Parteien und Verbänden sympathisieren, zusammenarbeiten oder Mitglied in einer solchen Gruppierung sind. Das gilt insbesondere in Deutschland für die Zusammenarbeit mit der Neuen Rechten. Für sie steht die Ordnung im Mittelpunkt des Denkens, nicht das freie Individuum mit seiner Personenwürde. Der Rechtskatholizismus stellt somit eine Tendenz zu autoritären Modellen von Staat und Gesellschaft dar als Gegenbild zur gewaltenteiligen, liberalen, rechtsstaatlichen Demokratie. Der Rechtskatholizismus betätigt sich mit anderen rechtschristlichen Gruppierungen politisch als Verharmloser, Normalisierer und Promoter neurechter Ideologien.

## Historischer Rechtskatholizismus in Deutschland
Rechtskatholizismus gab es schon im Deutschen Kaiserreich. Zu Zeiten der Weimarer Republik war die katholische Zentrumspartei die führende Partei für Katholiken. Rechtskatholische Kreise engagierten sich in der Deutschnationalen Volkspartei, die einen eigenen Katholikenausschuss hatte. Rechtskatholiken des Zentrums um Franz von Papen versuchten, die Partei für eine Rechtskoalition zu öffnen. Von Papen war es auch schließlich, der als Vizekanzler im Kabinett Hitler als einer der „Steigbügelhalter“ der Machtergreifung gilt. Generell hatten jedoch mehrheitlich katholische Gegenden im Vergleich zu mehrheitlich evangelischen Gegenden ansonsten ähnlicher demographischer Struktur bei den Reichstagswahlen der 1930er Jahre geringere Wahlergebnisse der NSDAP zu verzeichnen. In städtischen Gebieten hingegen spielte der konfessionelle Unterschied schon damals eine geringere Rolle, da die Arbeiterparteien SPD und KPD ihre Stammwählerschaft, das Industrieproletariat, größtenteils halten konnten. Anders als die Abgeordneten der KPD, welche an der Abstimmung mit Gewalt gehindert wurden und jene der SPD, welche mit Nein stimmten, stimmten jedoch die Reichstagsabgeordneten des Zentrums, ebenso wie jene der verbliebenen Parteien des nichtkatholischen bürgerlichen Lagers, dem Ermächtigungsgesetz vom 24. März 1933 zu.

## Rechtskatholizismus international
Rechtskatholische Tendenzen gab es auch in anderen Ländern. Der Rechtskatholizismus in Italien war eng mit dem Faschismus verknüpft. In Folge der Französischen Revolution von 1789 brach in Frankreich der Bund zwischen dem Katholizismus und der Staatsführung (Gallikanismus), insbesondere die Zivilverfassung des Klerus führte zu erheblichen Spannungen zwischen romtreuen bis ultramontanen Kreisen und revolutionären Kräften. Erst Napoleons Konkordat von 1801 konnte diesen Konflikt weitgehend befrieden, jedoch zog sich der Konflikt zwischen konservativ-katholischen und liberal-laizistischen Kreisen über das gesamte 19. Jahrhundert hin und war auch ein wichtiger Aspekt der Dreyfus-Affäre. Das Gesetz zur Trennung von Kirche und Staat (Frankreich) von 1905 markiert den vorläufigen Endpunkt dieses Konflikts mit einem Sieg der Laizisten auf beinahe ganzer Linie. Rechtskatholische Kräfte, die sich damit nicht abfinden konnten oder wollten gab es jedoch nach wie vor, insbesondere monarchistische, nationalistische und militaristische Kreise. Als Beispiel hierfür wird die Action française dem französischen Rechtskatholizismus zugeordnet.

## Einschätzungen
Der Bischof von Essen, Franz-Josef Overbeck, sagte am 16. August 2023 im Interview mit kirche-und-leben.de, er beobachte in der katholischen Kirche mit Sorge religiös-reaktionäre Bewegungen, die eher dem identitären Umfeld zuzuordnen seien. Als Kennzeichen dafür nannte er „recht neue Phänomene, die andere religiöse Deutungen als ‚Häresien‘ abqualifizieren und sich im Besitz der einen absoluten Wahrheit wähnen“. Diese Bewegungen seien „das religiöse Äquivalent zur neuen politischen Rechten mit nicht selten direkten Verbindungen“.
Die Pastoraltheologin Sonja Angelika Strube, die zu Rechtskatholizismus und gruppenbezogener Menschenfeindlichkeit in kirchlichen Milieus forscht, stellt eine teilweise große ideologische Nähe zwischen der katholischen Kirche und rechten Milieus fest, was bei Themen wie dem Anti-Gender-Aktivismus und im Bereich des Lebensschutzes deutlich werde. Strube sieht eine gezielte Unterwanderung der Kirche durch Rechtsradikale und ist der Meinung, dass aus ehrlichen christlichen Beweggründen für den Lebensschutz engagierte Menschen sich stärker von solchen Gruppen abgrenzen müssten. Wer sage „Wir müssen gegen die Gender-Ideologie ankämpfen“, sei nicht umfassend genug informiert und hänge einer Verschwörungsideologie an.
Die Deutsche Bischofskonferenz grenzte sich auf ihrer Frühjahrsvollversammlung im Februar 2024 scharf von Rechtsextremismus ab, zunächst in ihrem Friedenswort „Friede diesem Haus“ (21. Februar 2024). Tags darauf erklärte sie: „Völkischer Nationalismus ist mit dem christlichen Gottes- und Menschenbild unvereinbar. Rechtsextreme Parteien und solche, die am Rande dieser Ideologie wuchern, können für Christinnen und Christen daher kein Ort ihrer politischen Betätigung sein und sind auch nicht wählbar. Die Verbreitung rechtsextremer Parolen – dazu gehören insbesondere Rassismus und Antisemitismus – ist überdies mit einem haupt- oder ehrenamtlichen Dienst in der Kirche unvereinbar.“ Die Bischöfe wiesen darauf hin, dass in der Ideologie des völkischen Nationalismus das Volk als „Ethnos“ gedacht werde, „als Gemeinschaft der ethnisch und kulturell Gleichen oder Ähnlichen“. Dagegen verstehe das Grundgesetz der Bundesrepublik Deutschland „Volk“ als „Demos“, als „Gemeinschaft der Gleichberechtigen“.

## Medien
Neben kath.net wird auch die Zeitung Die Tagespost zum Teil zu den rechtskatholischen Medien gezählt. Der seinerzeitige Präsident des Zentralkomitees der deutschen Katholiken, Thomas Sternberg, warnte im Dezember 2019 vor rechtsnationalen Einflüssen auf Gemeinden und Kirchenvorstände und kritisierte in diesem Zusammenhang „kath.net“ und die Tagespost gegenüber dem „RedaktionsNetzwerk Deutschland“ (RND) als Beispiel für „einige scharf agierende kirchliche Medien“.
Dem inzwischen eingestellten Portal kreuz.net wurde innerhalb des Spektrums ein rechtskatholisches bis rechtsextremes Weltbild bescheinigt.
In Polen wird der Fernsehsender TV Trwam dem Rechtskatholizismus zugeordnet.